# Тайхосан-Мару
Тайхосан-Мару (Taihosan Maru) — судно, яке під час Другої світової війни брало участь в операціях японських збройних сил на сході Мікронезії. Також відоме як Тайхозан-Мару (Taihozan Maru).
Тайхосан-Мару спорудили в 1938 році на верфі Tama Zoshensho у Тамано на замовлення компанії Mitsui Bussan.
6 листопада 1938-го судно реквізували для потреб Імперської армії Японії, проте вже наприкінці того ж місяця передали Імперському флоту Японії.
У червні — листопаді 1941-го Тайхосан-Мару здійснило кілька рейсів до Маршаллових островів на атоли Еніветок та Кваджелейн. Тут воно, зокрема, виконувало завдання із забезпечення прісною водою інших кораблів.
На момент вступу Японії у війну у грудні 1941-го судно перебувало на атолі Еніветок. Після цього упродовж восьми місяців Тайхосан-Мару продовжувало службу у Східній Мікронезії як судно-водовоз. Найтиповішими для нього були рейси між гарно забезпечним водою вулканічним островом Понапе (одне з найвологіших місць на Землі) та Кваджелейном. Починаючи з червня 1942-го, Тайхосан-Мару також відвідувало інші атоли Маршаллових островів — Джалуїт, Малоелап, Вотьє. 2—4 серпня Тайхосан-Мару пройшло з Кваджелейну до японського порту Йокосука, після чого до середини вересня стояло на ремонті на токійській корабельні Ishikawajima K.K. Shipyard.
25 вересня 1942-го Тайхосан-Мару вирушило з Йокосуки та 7 жовтня прибуло на Кваджелейн. Після цього воно п'ять місяців виконувало завдання на сході Мікронезії, здійснивши численні рейси між атолами Маршаллових островів та до острова Понапе. Крім того, на початку листопада 1942-го воно побувало на атолі Трук у центральній частині Каролінських островів (ще до війни тут створили потужну базу японського ВМФ, з якої до лютого 1944-го провадились операції у цілому ряді архіпелагів), а у грудні 1942-го відвідало острови Оушен та Науру.
12 березня 1943-го в районі за кілька десятків кілометрів на північний схід від Понапе американський підводний човен USS Plunger випустив по Тайхосан-Мару дві торпеди, які обидві влучили в ціль. Тайхосан-Мару затонуло, при цьому загинуло 5 членів екіпажу.